# Pyracantha
Pour les articles homonymes, voir Buisson ardent.
Genre
Classification phylogénétique
Pyracantha, dont les espèces sont communément appelées « buissons ardents », est un genre de plantes à fleurs de la famille des Rosaceae et de la sous-famille des Amygdaloideae. Le mot Pyracantha vient du grec ancien pyr, le feu et acanthos, l'épine. Le nom de Buisson ardent est une allusion à l'épisode biblique rapporté dans l'Exode 3,2.

## Description
Ce sont des buissons persistants et épineux originaires du sud de l'Europe et de l'Asie. Ils peuvent atteindre 6 m de haut. C'est un proche parent des Cotoneaster, mais les Pyracanthas ont de grosses épines alors que les Cotonéasters n'en ont pas. Les feuilles du Pyracanthas peuvent être dentelés ou lisses selon les variétés. 
Ils donnent, en fin de printemps, des fleurs blanches en corymbe (mellifères quoique malodorantes) donnant naissance à des pommettes rouges, orange, ou jaune mûres en automne.

## Propriétés
Ce sont des plantes dangereuses physiquement en raison de leurs épines nombreuses et acérées.
Les tiges et feuilles ne contiennent pas d'hétérosides cyanogénétiques ; en revanche, des traces sont retrouvées dans les fruits. Souvent consommés par les enfants, ces fruits appétissants ne semblent pas avoir provoqué de troubles graves en dehors de problèmes gastro-intestinaux après une ingestion massive (plusieurs dizaines de fruits). Les fruits sont donc très faiblement toxiques.

## Utilisation
Les Pyracanthas sont des plantes ornementales, appréciées dans les haies et jardins pour leurs fleurs et leurs fruits colorés. Leur structure très dense et leurs grosses épines les rendent très utiles quand on a besoin de créer une haie infranchissable.
Ils sont aussi un bon refuge pour la vie sauvage du jardin, pouvant servir de garde-manger et d'abri aux oiseaux, cétoines, phasmes et pouvant alimenter les abeilles en pollen et surtout en nectar.
La croyance populaire porte à croire que ces fruits sont extrêmement toxiques, or les sites antipoison donnent les fruits des Pyracanthas comme peu toxiques, voire inoffensifs ; l'université d'Arizona dit même que la toxicité des fruits est un mythe et que les consommer donne simplement mal au ventre (une vingtaine de fruits d'après J.P. Auquière de l'université catholique de Louvain, Laboratoire de Botanique Médicale et Pharmaceutique). Des risques de nausées, vomissements, bouche sèche, douleurs abdominales, dilatation des pupilles sont présentés par la majorité des professionnels.
Le Pyracantha peut aussi être utilisé comme porte-greffe pour le néflier du Japon.
Certaines variétés sont utilisées en bonsaï.

## Danger pour l'environnement
Du point de vue suisse, l'importation des différentes espèces de Pyracantha dans les paysages urbains et ruraux lors de travaux d'aménagement a un coût social, économique et environnemental très important. Ces espèces implantées sur des territoires ne faisant pas partie de leur aire de distribution naturelle sont de redoutables colonisatrices et envahissent peu à peu les friches.
Les fruits constituent une très bonne source de nourriture pour tous les rongeurs, certains oiseaux : vecteurs possibles de maladies et nuisibles coriaces. Leur prolifération non contrôlée le long des axes routiers et des ronds points augmente de manière non négligeable le coût d'entretien de la voirie.
En entrant en compétition avec les espèces autochtones d'un paysage, les invasives comme Pyracantha constituent une menace pour la biodiversité.
Le déversement progressif de Pyracantha dans les milieux naturels : massifs forestiers, marais, patrimoines mondiaux de l'Unesco, parcs nationaux sensibilise ces paysages aux incendies.
Dans le cadre de la lutte contre la propagation du feu bactérien, la plantation de certains de ses cultivars est interdite sur divers territoires, par exemple dans le canton de Fribourg ou en France.

## Culture
Les Pyracantha sont des arbustes à croissance assez rapide et rustiques. Ils poussent aussi bien en plein soleil qu'à la mi-ombre. Ils aiment les terres humifères, bien drainées mais se contentent aussi très bien d'un sol calcaire.
Ils supportent la taille mais sont sensibles au feu bactérien (Il existe des variétés horticoles résistantes, comme la gamme SAPHYR), à la tavelure et sont appréciés des pucerons. Les épines deviendront les branches de l’année suivante.
Le Pyracantha se multiple facilement par semis ou par bouturage en fin d'été.

## Espèces
- Pyracantha angustifolia. Chine.
- Pyracantha atalantoides. Chine.
- Pyracantha coccinea Italie, l'espèce la plus rustique.
- Pyracantha crenatoserrata. Chine.
- Pyracantha crenulata. Himalaya.
- Pyracantha koidzumii. Taïwan.
- Pyracantha rogersiana. Yunnan.

### Hybrides et cultivars autorisés à la plantation même en France
- 'America'
- 'Golden Charmer'
- 'Golden Dome'
- 'Lalandei'
- 'Mohave'
- 'Navajo'
- 'Orange Glow'
- 'Rosy Mantle'
- 'Santa Cruz'
- 'Teton'
- 'Watereri'
- × Pyracomeles vilmorinii est un genre hybride de Pyracantha et Osteomeles

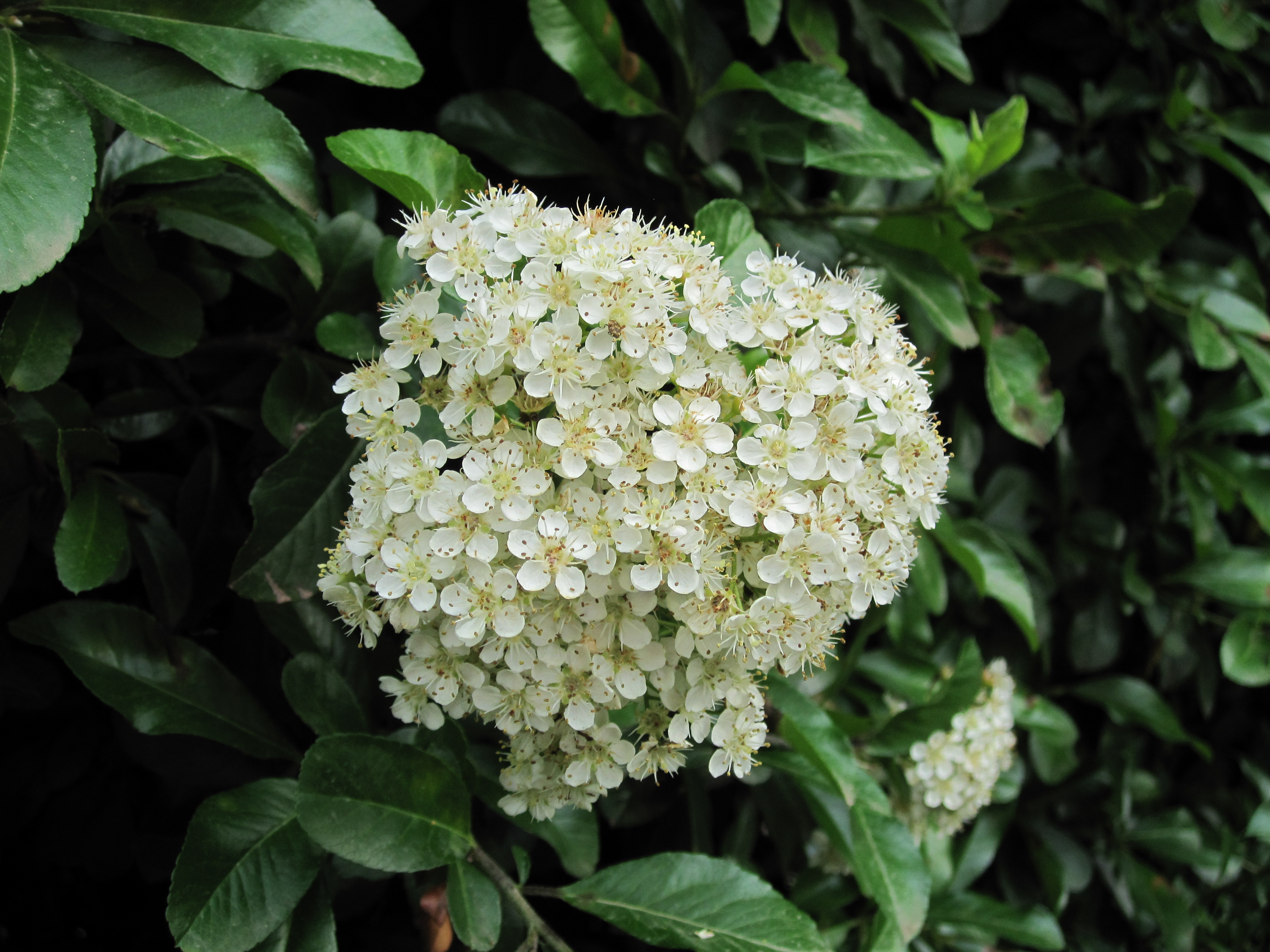
Fleurs
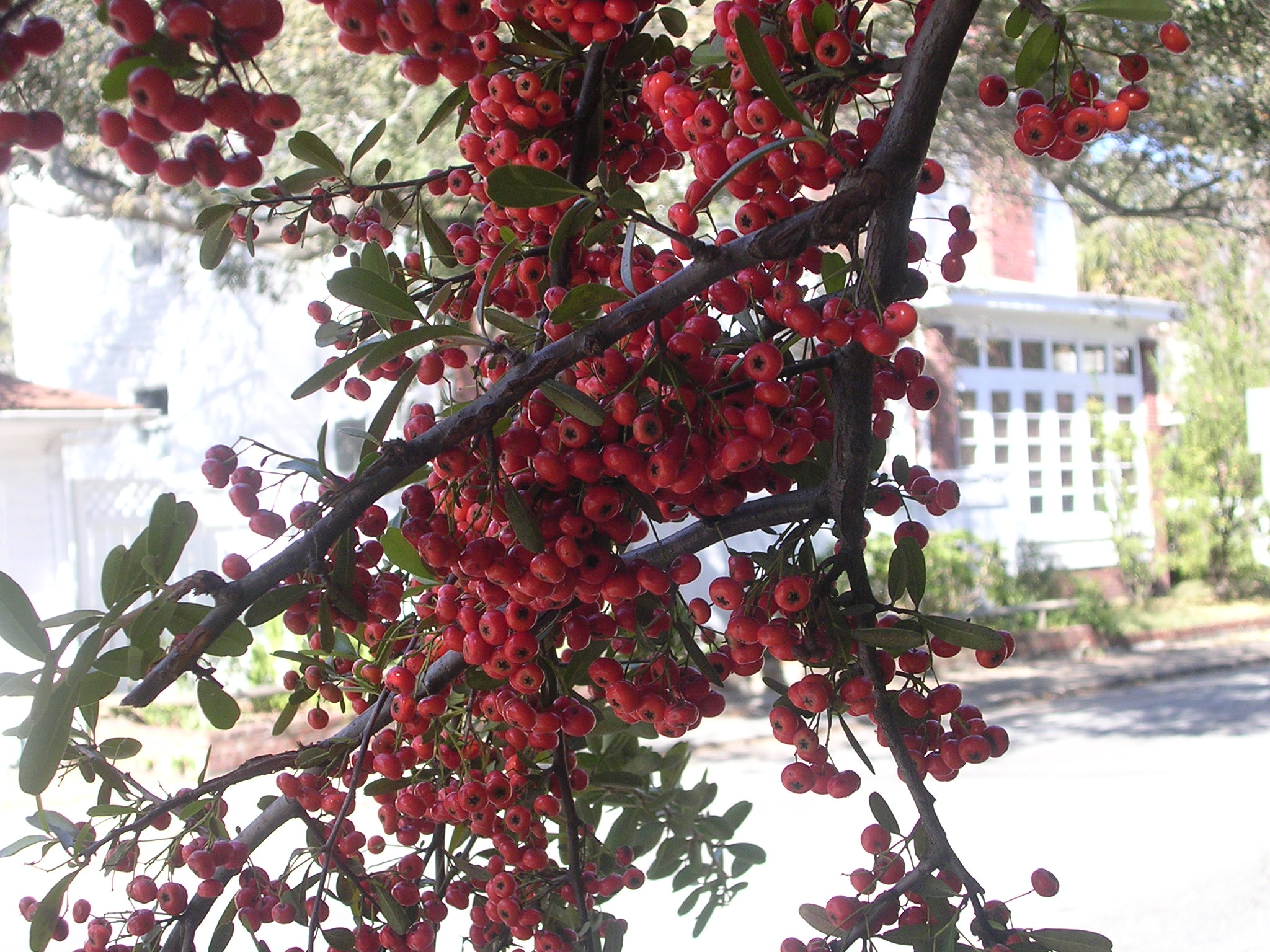
Fruits de Pyracantha
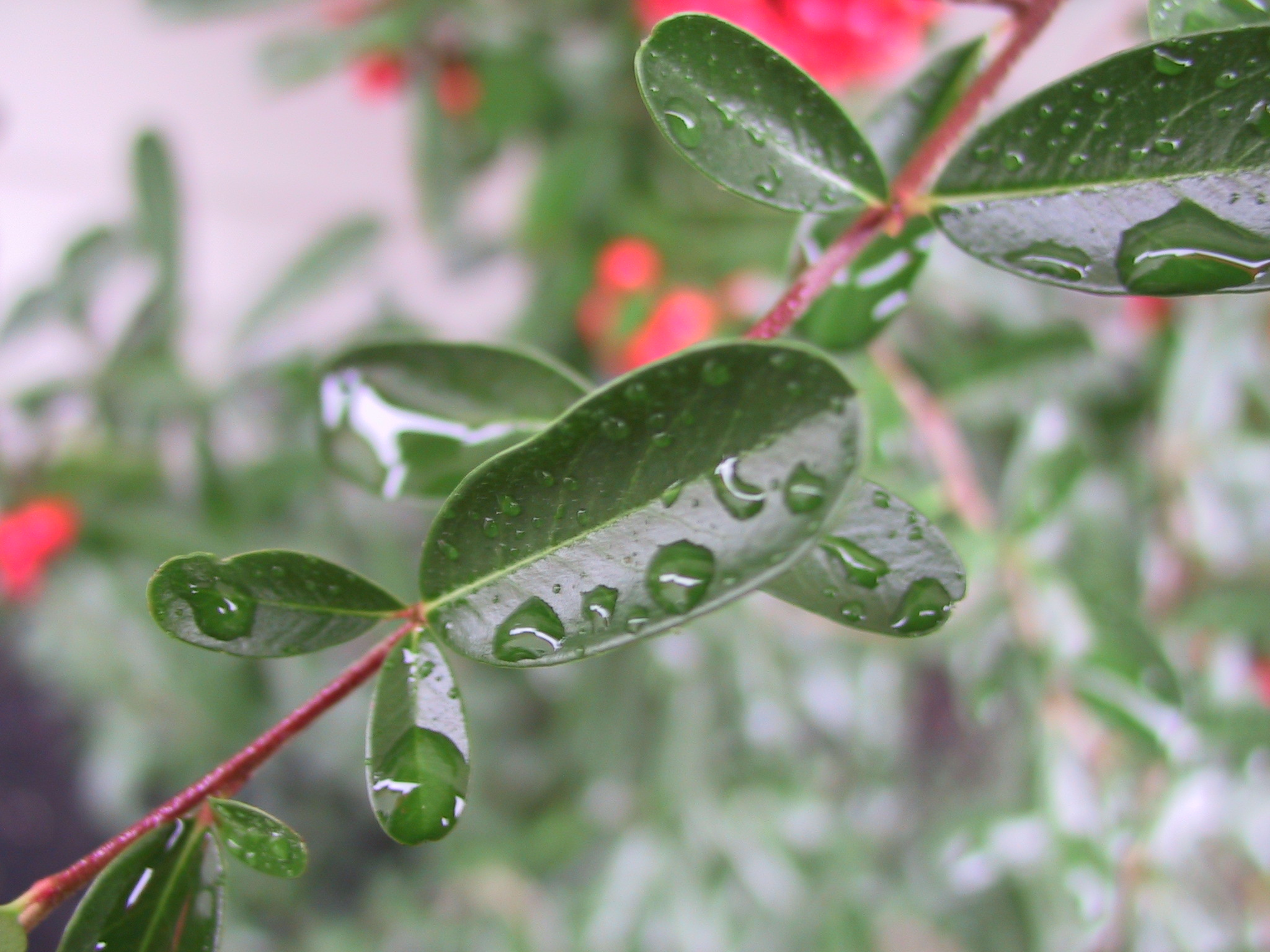
Feuilles de Pyracantha
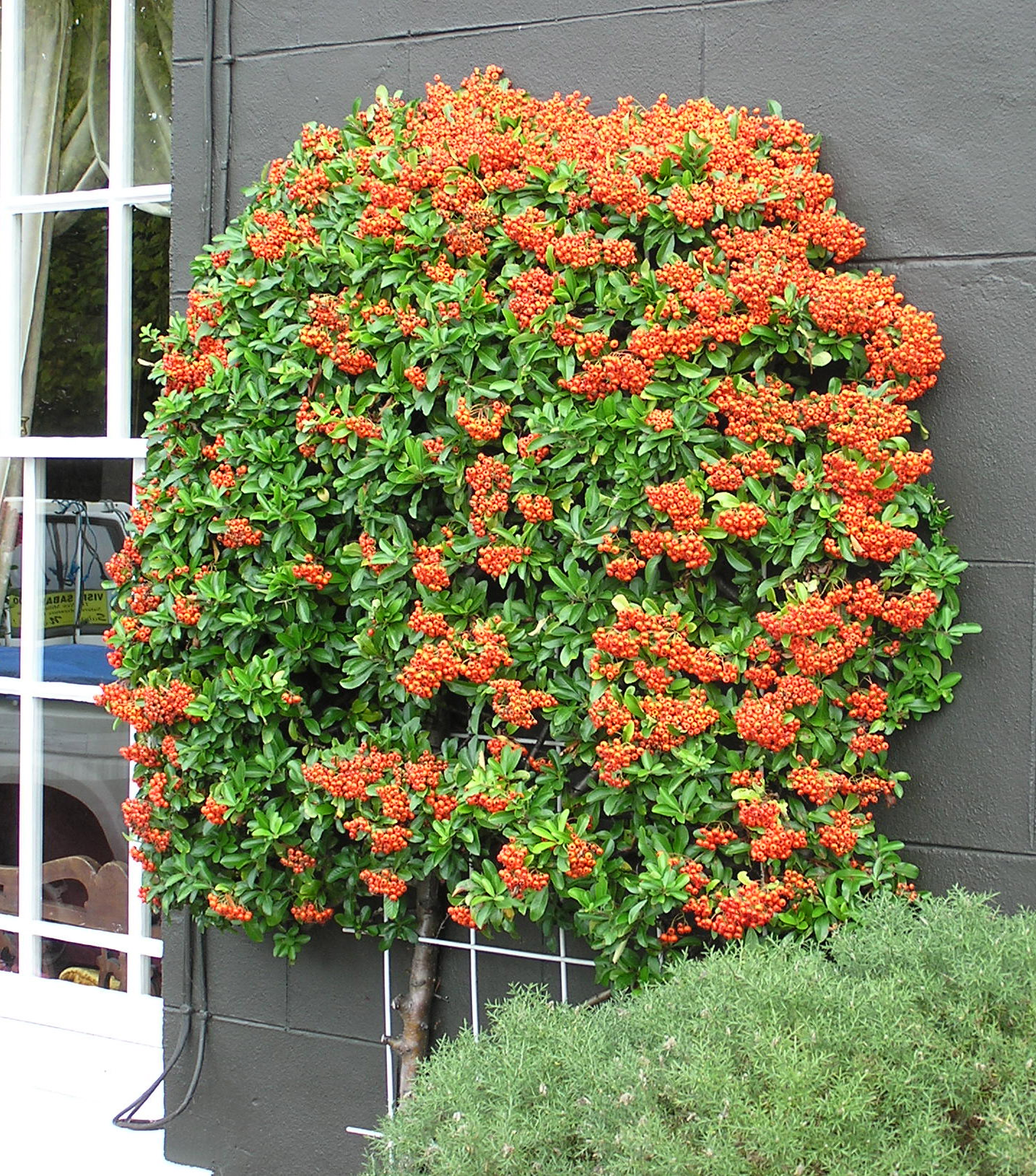
Un Pyracantha cultivé en espalier sur un mur
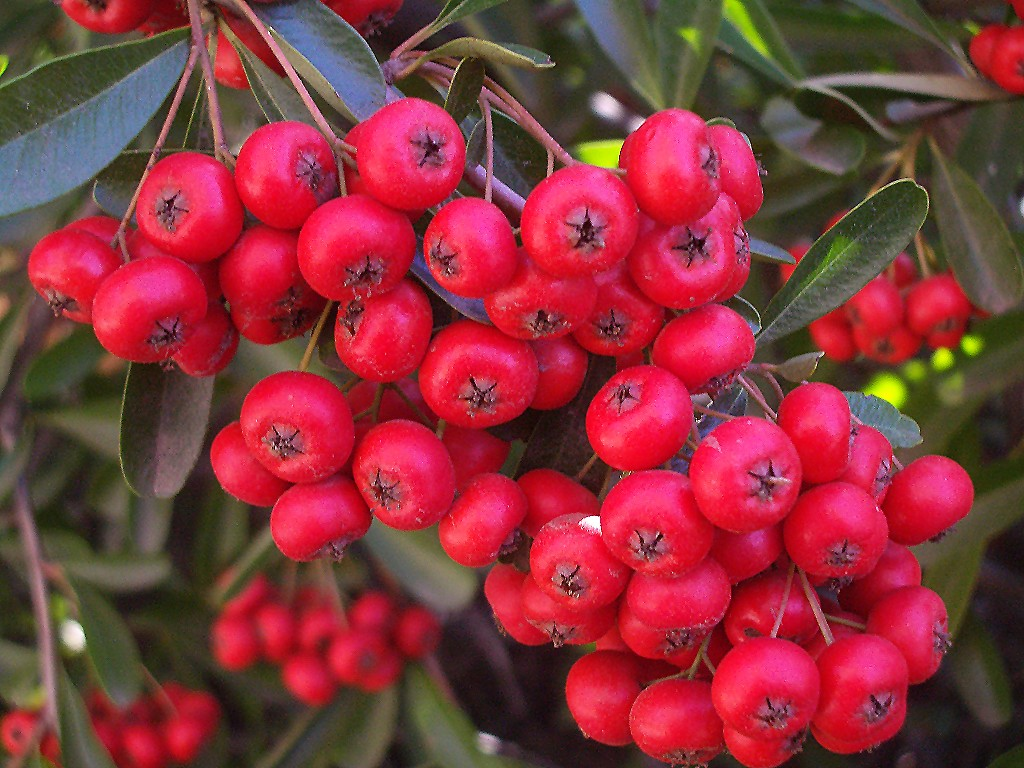
Fruits
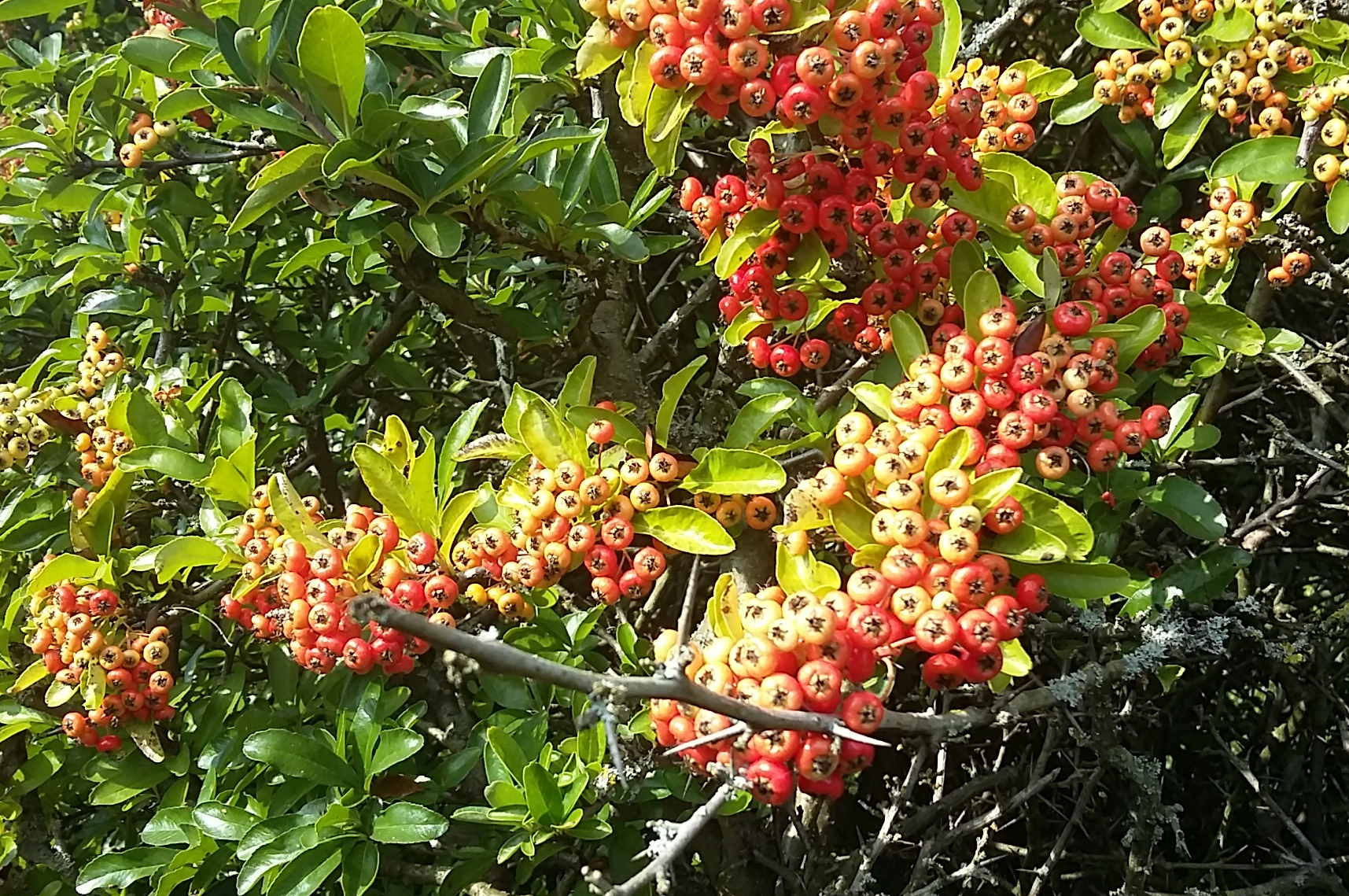
Fruits.